# Martina Sáblíková
Martina Sáblíková, née le 27 mai 1987 à Nové Město na Moravě, est une patineuse de vitesse et coureuse cycliste tchèque. 

## Carrière
Elle est en 2006, la détentrice des records du monde juniors sur 3000 et 5 000 mètres. Lors des Jeux olympiques d'hiver de 2006, elle a été choisie pour être porte-drapeau de la République tchèque et se plaça septième de l'épreuve de 3 000 m ; elle est le porte-drapeau de la délégation tchèque lors de ces Jeux. Elle est ensuite double championne olympique lors des Jeux olympiques d'hiver de 2010 (sur le 3 000 m et le 5 000 m) et décroche en plus une médaille de bronze sur le 1 500 m puis remporte quatre ans plus tard à Sotchi une deuxième consécutif titre sur le 5000 mètres, tandis qu'elle est battue sur le 3000 mètres et prend la médaille d'argent. Elle est nonuple tenante du titre de la coupe du monde de distance (3000 et 5 000 m). Elle détient le record du monde du 5 000 m depuis février 2011 avec un temps de 6 min 42 s 66/100.
Elle pratique également le cyclisme sur route, avec pour but de participer aux Jeux olympiques d'été de 2012.

## Palmarès en patinage de vitesse

### Jeux olympiques d'hiver
| Épreuve / Édition   | 500 mètres | 1 000 mètres | 1 500 mètres                        | 3 000 mètres                       | 5 000 mètres                        | Mass start | Poursuite par équipes |
| JO 2006 Turin       | —          | —            | —                                   | 7e                                 | 4e                                  | —          | —                     |
| JO 2010 Vancouver   | —          | —            | Médaille de bronze, Jeux olympiques | Médaille d'or, Jeux olympiques     | Médaille d'or, Jeux olympiques      | —          | —                     |
| JO 2014 Sotchi      | —          | —            | —                                   | Médaille d'argent, Jeux olympiques | Médaille d'or, Jeux olympiques      | —          | —                     |
| JO 2018 Pyeongchang | —          | —            | —                                   | 4e                                 | Médaille d'argent, Jeux olympiques  | —          | —                     |
| JO 2022 Pékin       | —          | —            | —                                   | —                                  | Médaille de bronze, Jeux olympiques | —          | —                     |

Légende :
- : première place, médaille d'or
- : deuxième place, médaille d'argent
- : troisième place, médaille de bronze
- : pas d'épreuve
- — : Non disputée par le patineur
- DSQ : disqualifiée

### Championnats du monde
- Médaille d'or sur 5 000 m aux Championnats du monde de 2007 à Salt Lake City.
- Médaille d'or sur 3 000 m aux championnats du monde de 2007 à Salt Lake City.
- Médaille d'or sur 5 000 m aux Championnats du monde de 2008 à Nagano.
- Médaille d'or toutes épreuves aux Championnats du monde de 2009 à Hamar.
- Médaille d'or sur 5 000 m aux Championnats du monde de 2009 à Vancouver.
- Médaille d'argent sur 3 000 m aux Championnats du monde de 2009 à Vancouver.
- Médaille d'or toutes épreuves aux Championnats du monde de 2010 à Heerenveen.
- Médaille d'or sur 5 000 m aux Championnats du monde de 2011 à Inzell.
- Médaille d'argent sur 3 000 m aux Championnats du monde de 2011 à Inzell.
- Médaille de bronze toutes épreuves aux Championnats du monde de 2011 à Calgary.
- Médaille d'argent toutes épreuves aux Championnats du monde de 2012 à Moscou.
- Médaille d'or sur 5 000 m aux Championnats du monde de 2012 à Heerenveen.
- Médaille d'or sur 3 000 m aux Championnats du monde de 2012 à Heerenveen.
- Médaille d'or sur 5 000 m aux Championnats du monde de 2013
- Médaille d'or toutes épreuves aux Championnats du monde de 2015 à Calgary .

### Coupe du monde
- 9 fois vainqueur du classement 3000/5000 mètres entre 2007 et 2015.
- 36 victoires.

## Palmarès en cyclisme sur route
- 2007
  -  Médaillée de bronze aux championnats d'Europe du contre-la-montre espoirs
  - 3e du championnat de République tchèque du contre-la-montre
- 2008
  - 3e du championnat de République tchèque du contre-la-montre
- 2010
  -  Championne de République tchèque sur route
  -  Championne de République tchèque du contre-la-montre
- 2011
  -  Championne de République tchèque sur route
  -  Championne de République tchèque du contre-la-montre
- 2012
  - 2e du championnat de République tchèque du contre-la-montre
  - 3e du championnat de République tchèque sur route
  - 9e du championnat du monde du contre-la-montre
- 2013
  -  Championne de République tchèque du contre-la-montre
  -  Championne de République tchèque sur route
- 2014
  -  Championne de République tchèque du contre-la-montre
  -  Championne de République tchèque sur route
  - 3e étape du Tour de Feminin - O cenu Ceskeho Svycarska (contre-la-montre)
  - 2e  du Tour de Feminin - O cenu Ceskeho Svycarska
- 2016
  -  Championne de République tchèque du contre-la-montre
  -  Championne de République tchèque sur route
  - O cenu hejtmana Moravskoslezskeho kraje TT
- 2023
  - Étape du Tour

### Classements mondiaux
| Année                                 | 2010 | 2011 | 2012 | 2013 | 2014 | 2015 | 2016 |
| ------------------------------------- | ---- | ---- | ---- | ---- | ---- | ---- | ---- |
| Classement UCI                        | 161e | 158e | 178e | 193e | 93e  | 166e | 148e |
|                                       |      |      |      |      |      |      |      |
| Légende : nc = non classéSource : UCI |      |      |      |      |      |      |      |